# Amphimallon ochraceum
Amphimallon ochraceum – gatunek chrząszcza z rodziny poświętnikowatych i podrodziny chrabąszczowatych. 

## Taksonomia
Gatunek ten opisany został po raz pierwszy w 1801 roku przez Augusta Wilhelma Knocha pod nazwą Melolontha ochraceum.

## Morfologia
Chrząszcz o owalnym w zarysie ciele długości od 14 do 18 mm. Ubarwienie ma żółtobrunatne do brunatnego, na przedzie ciała ciemniejsze niż u guniaka czerwczyka, wyraźnie ciemniejsze niż na pokrywach. Na powierzchni głowy występuje nierównomierne punktowanie i owłosienie. Czułki buduje dziewięć członów. Na powierzchni przedplecza w pomiędzy włoski krótkie i przylegające wmieszane są włoski długie i odstające. Owłosienie na tarczce jest wełniste. Na pokrywach obecne są niewyraźne punkty, rzadko rozmieszczone, odstające włoski, a na krawędziach także długie szczecinki. Gęstość włosków na przedpleczu i pokrywach jest mniejsza, a owłosienie pygidium jest znacznie krótsze niż u guniaka czerwczyka. Przednia para odnóży ma golenie z ostrogą wierzchołkową położoną na poziomie wykrojenia między pierwszym a drugim zębem.

## Ekologia i występowanie
Owad ten zasiedla skraje lasów, parki, sady, ogrody, ugory i pola uprawne. Aktywne osobniki dorosłe spotyka się latem. Latają rano i po południu. Pędraki rozwijają się w glebie, żerując głównie na korzeniach drzew liściastych.
Gatunek palearktyczny, znany z Portugalii, Hiszpanii, Wielkiej Brytanii, Francji, Belgii, Holandii, Luksemburga, Niemiec, Szwajcarii, Austrii, Włoch, Polski, Słowacji i Cypru. W Polsce jest rzadko spotykany. Brak jest doniesień z XX wieku. Na „Czerwonej liście zwierząt ginących i zagrożonych w Polsce” umieszczony został jako gatunek przypuszczalnie wymarły (EX?).  W wieku XXI odnotowany został na kilku stanowiskach.